# Апамејски мир
Апамејски мир или Уговор из Апамеје био је мировни споразум између Римске републике и Антиоха III Великог, владара Селеукидског царства. Овај мир је склопљен је 188. п. н. е. након завршетка Сиријског рата у којем је Антиох био поражен од стране Римљана и њихових савезника Родоса, Пергама и Ахајског савеза. Апамејски мир означио је почетак опадања моћи Селеукидског царства.

## Споразум Филипа V и Антиоха III
Након мира у Феники 205. године којим је завршен Први македонски рат, Филип V, македонски краљ, био је приморан да се одрекне хегемоније над Грчком, па је своју пажњу усмерио ка истоку. Године 203. он је склопио савез са Антиохом III, селеукидским владарем о подели египатских поседа. Наиме у Египту је тада било анархично стање условљено смрћу краља Птолемеја IV Филопатора, а не престолу се налазио малолетни Птолемеј V Епифан. Два владара су покушала да искористе овакву ситуацију и заузму поседе младог краља. Филип је требало да заузме Егејско море, Карију и Самос, док је Антиох планирао да запоседне Коилесирију (Јужну Сирију) и Феникију.

## Други македонски рат (200—197)
Уговор између Филипа и Антиоха није био чврст, чак шта више био је веома лабилан и представљао у ствари само једну дипломатску игру. Савезници се нису помагали међусобно, а сам Полибије сведочи да су чак и издавали један другог. Док је Антиох постепено освајао Коилесирију, Филип је освајао градове по Херсонесу Трачком и пустошио и пљачкао пергамске и карске градове под влашћу Родоса. Филип је након овога упао у Атику са циљем да је опустоши. Удружени Пергам, Родос, Византион и Атина затражили су помоћ од Римске републике која је то оберучке прихватила. Тако је отпочео Други македонски рат у коме су поменуте државе и градови предвођени Римом ратовали против Филипа V. Овај рат је завршен 197. п. н. е. када је Филип поражен од стране Римљана у бици код Киноскефале. Филип је приморан на мир, по коме је Македонија враћена у оквире својих старих граница. Римски војсковођа Тит Фламинин прогласио је 196. п. н. е. године слободу Грчке. Овим ратом из игре је избачен један значајан играч, македонски краљ Филип V. Остао је међутим Антиох III Велики. 

## Сиријски рат
Антиох је вешто користио Други македонски рат и заузетост Рима постепено проширујући територију под својом контролом. Најпре је освојио поседе Птолемејеваца у Сирији, затим у Малој Азији, а онда је прешао на Хелеспонт и на европској обали почео да заузима градове које је Филип био освојио и који су били проглашени за самосталне. То га је довело у сукоб са Римљанима. Неспоразуми су покушали да се превазиђу састанком у Лизимахији између римских посланика и Антиоха. Антиох је одбио римски предлог да врати освојене градове египатском краљу, а с друге стране није желео ни да напусти освојене грчке градове. Поред овога, Антиох је пружио уточиште старом римском непријатељу Ханибалу (који је 195. године побегао из Картагине), што је био још само један разлог за сукоб са Римљанима. Ратне операције отпочеле су 192. године Антиоховим искрцавањем у Грчкој. Међутим на његову страну стали су само Етолци који су га и позвали у Грчку и још неки мањи градови. Ахајци су стали на страну Рима, а помоћ су им пружили и Родос и Пергам. Конзул Маније Ацилије Глабрион поразио је Антиоха у бици код Термопила 191. године п. н е. Ускоро је Антиох притиснут од стране римских трупа морао да напусти Грчку, а ратне операције пренете су у Азију. 190. године у Азију је стигао Луције Корнелије Сципион са братом Публијем. Њих двојица до ногу су потукла Антиоха у бици код Магнезије 190. године, што је заправо и одлучило рат. Антиох је био у потпуности поражен, а малоазијски градови су му отказали послушност. Публије Сципион одредио је услове за мир и послао их у Рим на потврду Сенату.

## Мировни споразум
Мир је коначно закључен у сиријском граду Апамеји 188. п. н. е. Његови услови мало су одступали од Сципионовог диктата. Антиох је требало да се повуче из дела Мале Азије северно од планине Таур и да у року од 12 година исплати Риму контрибуцију у висини од 15.000 талената, а пергамском краљу Еумену II 400 талената; ; Антиохова поморска сила сведена је на свега 10 лађа, а обавезао се да неће држати слонове и користити их за рат. Селеукидски владар морао је да преда све римске непријатеље, међу којима и Ханибала, и 20 талаца, међу којима се нашао и његов најмлађи син Антиох. Када је чуо за то Ханибал је побегао у Битинију, а кад га је битиниски краљ издао, Ханибал је извршио самоубиство испивши отров 183. п. н. е. Након овог мира Римљани нису стекли никакве териоторијалне добитке, иако су свакако били најзаслужнији за победу над Антиохом. Међутим знатно су своју територију проширили савезници Рима, Пергам и Родос. Антиохови малоазијски поседи подељени су између ове две државе. Родос је добио нека земљишта у Малој Азији, а Пергам је као веран римски савезник проширио своје територије на следеће области: Фригију, Лидију, Ликију, Писидију и Памфилију, достигавши тако свој највећи териотријални опсег у историји постојања Пергамског краљевства. Неки малоазијски градови били су проглашени за слободне. С друге стране Антиохови малоазијски савезници (Галатија, Кападокија) били су понижени и ослабљени. У Галатију је нпр. још пре закључења мира послата једна експедиција која је опљачкала земљу и однела богат плен. 

## Последице Сирског рата и Апамејског мира
Антиохов пораз и понижавајући мир у Апамеји имали су и своју непосредну последицу - дошло је до антихеленистичке реакције и немира у источним провинцијама. Јерменија и Софена прогласили су своју независност, а Артаксија и Заријадрес, стратези до тада верни Антиоху узели су краљевске титуле. Области с оне стране реке Тигра су изгубљене. Антиох је тешку ситуацију покушао да разреши походом на Исток у коме би обновио своју власт и истовремено скупио новац за контрибуцију коју је према Апамејском миру био дужан да исплати Римљанима. Овај поход завршио се катастрофално по Антиоха, погинуо је при покушају да опљачка Белов храм у Елимеји 187. п. н. е. Моћ селеукидске државе полако се гасила, а то је нарочито било видљиво деценију и по после Антиохове смрти када је под влашћу енергичног краља Митридата I (171—138) почела да јача парћанска држава. Партија је постепено постајала једна од најјачих источних држава, заменивши на том месту монархију Селеукида. 
С друге стране у Малој Азији створено је снажно упориште римске државе, које се најбоље огледало у територијално повећаној и оснаженој Пергамској краљевини која је у ствари постала нека врста тампон-зоне према селеукидској држави. Антихеленистичка реакција захватила је и унутрашње области државе Селеукида. У Јудеји је од 166-164. п. н. е. вођен ослободилачки рат под вођством Макабеја који се завршио победом устаника и обнављањем самосталне Јудејске краљевине. Све ово било је подржано од стране Рима који је признао самосталност Јудеје и успставио пријатељске везе са њеним владарима. Римска држава почела се све више уплитати у политички живот хеленистичких земаља, где је све више представљала главног арбитра и водила одлучујућу реч.